# Didelotia engleriniculata
Didelotia engleriniculata är en ärtväxtart som beskrevs av J.Leonard. Didelotia engleriniculata ingår i släktet Didelotia och familjen ärtväxter. Inga underarter finns listade i Catalogue of Life.